# Брезовець-при-Рогатцу
Брезовець-при-Рогатцу (словен. Brezovec pri Rogatcu) — поселення в общині Рогатець, Савинський регіон, Словенія. Висота над рівнем моря: 225 м.